# Седунов, Пётр Валерьевич
Пётр Валерьевич Седунов (28 сентября 1977) — российский и шведский футболист, выступавший на позиции защитника. Сыграл 3 матча в высшей лиге России.

## Биография
Воспитанник мурманского футбола, тренер — Николай Александрович Шеховцев. В 1994 году был в заявке новороссийского «Черноморца», но на поле не выходил. В 1995 году выступал за мурманский «Авангард», из которого перешёл в шведский «Лулео».
В 1997 году присоединился к московскому ЦСКА. Дебютный матч за армейцев сыграл 2 июля 1997 года против нижегородского «Локомотива», отыграв все 90 минут. Всего до конца сезона принял участие в трёх матчах высшей лиги, а также сыграл 21 матч (2 гола) за дубль армейцев в третьей лиге. После ухода из ЦСКА выступал в первой лиге за ижевский «Газовик-Газпром», омский «Иртыш» и липецкий «Металлург».
С 2000 года до конца карьеры выступал за шведские клубы, в это же время получил подданство Швеции. Большую часть карьеры провёл в клубе «Буден», выступавшем в этот период во втором, третьем и четвёртом дивизионах чемпионата страны. В 2005 году сыграл 13 матчей за «Эстер», который по итогам сезона завоевал право на выход в высший дивизион, однако в 2006 году в матчах Аллсвенскан Седунов на поле не выходил и в середине сезона вернулся в «Буден». С 2011 года не выступает на профессиональном уровне.
Выступал за юношескую и молодёжную сборные России, сыграл 13 матчей за олимпийскую сборную.